# Carl Unger (Jurist)
Carl Unger (* 26. August 1910 in Creglingen; † 13. April 1997 in Stuttgart) war ein deutscher Jurist.

## Werdegang
Unger studierte von 1929 bis 1933 Rechtswissenschaften in Tübingen, wo er Mitglied der Studentenverbindung AG Rothenburg wurde, und Berlin.
Unger war während der Zeit des Nationalsozialismus Staatsanwalt beim Sondergericht II in Leipzig. Später war er Amtsgerichtsdirektor beim Amtsgericht in Esslingen. Vom 1. Juni 1968 bis zum Eintritt in den Ruhestand war er Präsident am Amtsgericht Stuttgart.

## Ehrungen
- 1976: Großes Verdienstkreuz der Bundesrepublik Deutschland